# Puente Presidente Ibáñez
El Puente Presidente Ibáñez es un Puente ubicado en la  Región Aysén del General Carlos Ibáñez del Campo específicamente en el Río Aysén ubicado en la Ciudad de Puerto Aysén. Es considerado un hito regional y fue declarado Monumento Nacional de Chile.
Lleva este nombre por su mayor auspiciador, el presidente Carlos Ibáñez del Campo, quien también le da el nombre a la región.
En ese entonces, a fines de los años 50, el presidente Carlos Ibáñez del Campo estuvo muy preocupado en el proyecto de colonización de la Región de Aysén, por lo que para unir la ciudad de Puerto Aysén comenzó a tramitar la creación de un puente colgante.
Pero sus acciones no fueron inmediatas y en 1961, en el gobierno su sucesor, y a un año de fallecido, el presidente Jorge Alessandri inicia las obras, se comienza a construir, tras cinco años, fue inaugurada en el gobierno del Presidente Eduardo Frei Montalva en 1966.
Esta obra fue declarada Monumento Nacional de Chile y tiene el récord del puente Colgante más largo de Chile con sus 210 metros de longitud. Representa también la estética de las infraestructuras públicas hechas por los gobiernos en los años 1960s.
Posee dos marcos metálicos con torres de 25 metros de altura, las que soportan dos haces de 8 cables de acero cada uno, los que sujetan 22 péndolas por lado. Dichas péndolas sostienen dos vigas rigidizadoras y travesaños enrejados los que brindan apoyo a la losa de hormigón armado aligerado. La estructura metálica fue proyectada y construida por Krupp Rheinhausen en Alemania.Su importancia es muy grande ya que une lugares del interior de la Región de Aysén, como la capital regional Coyhaique con el resto de Chile a través del principal puerto regional, Puerto Chacabuco.
Esta obra está ubicada sobre la Ruta CH-240, empalmándose también con la Avenida Eusebio Ibar de la Ribera Norte y el barrio Ribera Sur y el Centro de Puerto Aysén.
El 7 de febrero de 2012 un grupo de pescadores y dirigentes locales cortó el tránsito sobre el puente, dando origen a una serie de protestas a nivel regional para exigir mejores condiciones de vida.